# Банноу
Банноу (англ. Bannow; ірл. Ban) — село в Ірландії, розташоване у графстві Вексфорд (провінція Ленстер). 
У села був колись статус боро, і до 1800 року тут вибирали депутатів до Парламенту Ірландії.

## Галерея

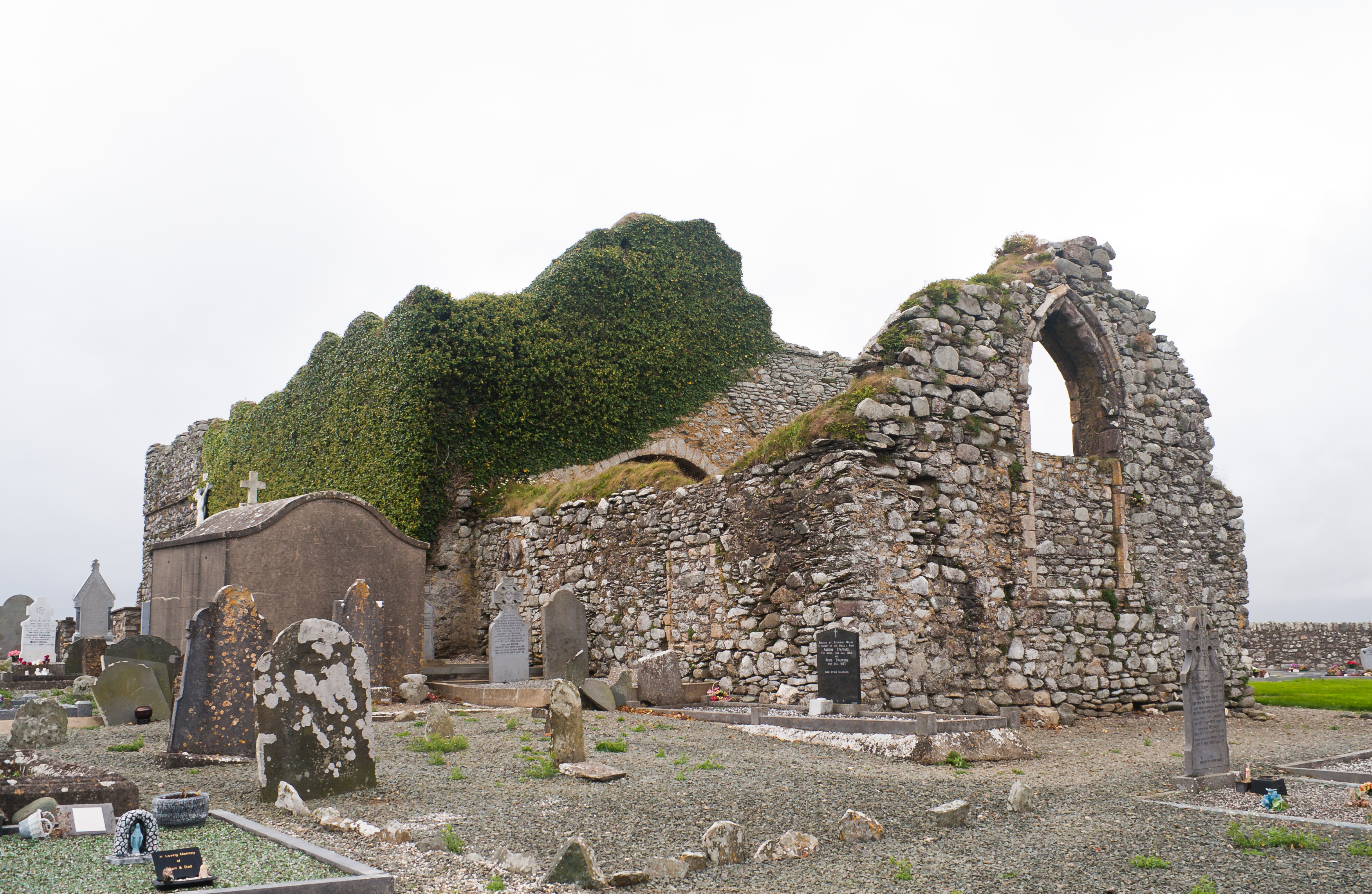
Церква святої Марії
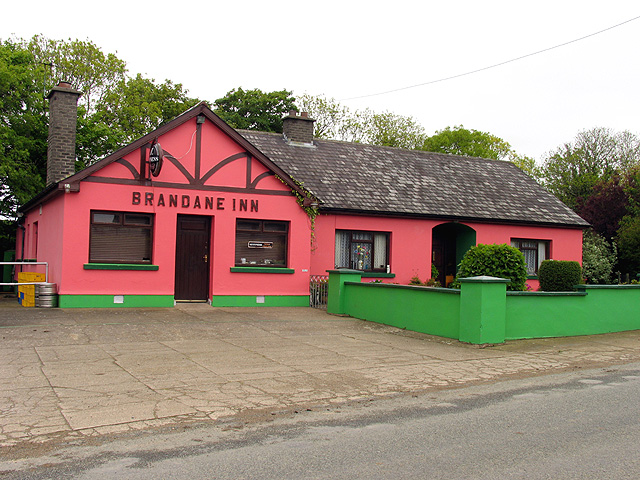
Готель «Brandane Inn»
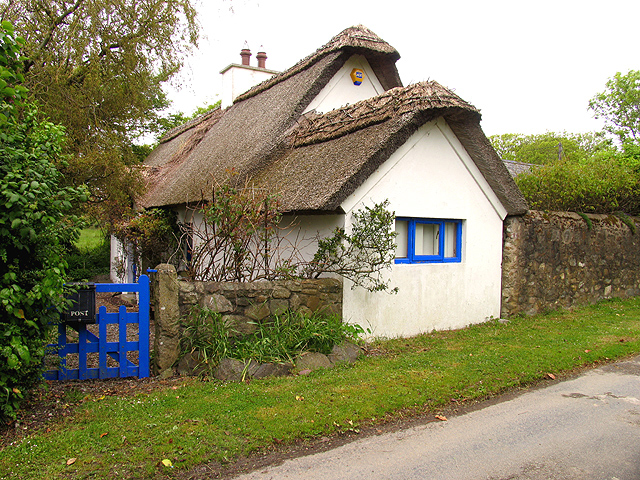
Будиночок під солом'яною стріхою